# Kasganj
Kasganj est une ville indienne située dans le district de Kanshiram Nagar dans l’État de l'Uttar Pradesh. En 2011, sa population était de 101 241 habitants.

## Source de la traduction
- (en) Cet article est partiellement ou en totalité issu de l’article de Wikipédia en anglais intitulé « Kasganj » (voir la liste des auteurs).